# 657932 Cuichenzhou
657932 Cuichenzhou è un asteroide della fascia principale interna. Scoperto nel 2017, presenta un'orbita caratterizzata da un semiasse maggiore pari a 2,403931 UA e da un'eccentricità di 0,093121, inclinata di 6,187562° rispetto all'eclittica.
Chenzhou Cui è un astronomo cinese specializzato in osservatori virtuali e astroinformatica. Ha dato un contributo eccezionale all'interoperabilità dei dati astronomici, alla condivisione e all'accesso aperto dei dati, nonché alla scienza sociale, e ha contribuito in modo significativo all'integrazione tra astronomia amatoriale e professionale in tutto il mondo.